# Karabin maszynowy UB
Uniwersalnyj Bieriezina (UB) – radziecki wielkokalibrowy lotniczy karabin maszynowy.

## Historia
W 1935 roku radziecki konstruktor lotniczej broni strzeleckiej Michaił Jewgieniewicz Bieriezin skonstruował zsynchronizowany karabin maszynowy kalibru 12,7 mm BS (Bieriezina Synchronnyj). W 1939 roku na bazie BS powstał karabin maszynowy UB. Poza drobnymi modyfikacjami podstawową różnicą w stosunku do starszego modelu było powstanie wersji przeznaczonych do montażu w wieżyczkach (UBT), skrzydłach samolotów (UBK) i zsynchronizowanej (UBS). UB wszedł do uzbrojenia w 1941 roku. Gazy prochowe odprowadzane były przez boczny otwór w lufie i miał ryglowanie klinowe.
Wersja UBT montowana była w samolotach szturmowych Ił-2 i Ił-10 oraz bombowcach Tu-2 i Pe-2 stanowiąc uzbrojenie tylnych stanowisk strzeleckich; wersję UBS montowano w samolotach myśliwskich Jak-1M, Jak-3, Jak-9T i Jak-9D. W późniejszych latach opracowano wersję UBK-E montowaną w samolocie MiG-15 UTI.